# Maurice Dutreil
Pour les articles homonymes, voir Dutreil.
Maurice C. M. B. Dutreil est un homme politique français né le 13 juillet 1875 à Paris et décédé le 18 juin 1940 à Belgeard (Mayenne).

## Biographie

### Origine et carrière militaire
Maurice Dutreil est le fils de Paul Bernard-Dutreil et d' Hélène de Creutzer. Il s'engage dans l'école spéciale militaire de Saint-Cyr en 1894 et sort en promotion Alexandre III en 1896; Officier de cavalerie; démissionne de l'armée.
Fils de Paul Bernard-Dutreil et petit-fils de Jules Bernard-Dutreil, tous deux sénateur de la Mayenne, Maurice Dutreil entre à l'école spéciale militaire de Saint-Cyr en 1894; il en sort en 1896 sous-lieutenant au 5e régiment de hussards. Après Nancy et Saumur, il est muté en 1898 à sa demande au 1er régiment de cuirassiers à Paris, à la suite de la mort de sa sœur dans l'incendie du Bazar de la Charité (1897). Il y sert durant quatre années et y fait son droit où il présente une thèse de doctorat sur Djibouti, création d'une colonie française (1900).

### Carrière politique
Il ne parvient pas à reprendre aux républicain progressiste le Canton de Montsûrs perdu en 1898 par Georges Gamard, et échoue aux Élections cantonales de février 1904, et aux Élections cantonales de juillet 1904.
A l'occasion des Élections législatives de 1902 du 27 avril 1902, Dutreil quitte l'armée et se présente à Laval, où il est élu au premier tour lors des Élections législatives de 1902 contre le député républicain progressiste Pierre Heuzey sortant.
À 27 ans, il est désigné secrétaire provisoire de la Chambre. Il s'inscrit au groupe d'Action libérale. Il est membre pendant cette législature du Groupe républicain nationaliste.
Il est réélu aux Élections législatives de 1906, aux Élections législatives de 1910 et aux Élections législatives de 1914 au premier tour. Dutreil épouse en 1906 Louise de Warenghien de Flory (1880-1934).

### Première guerre mondiale
Lors de la guerre de 1914-1918, il reprend du service et part pour le front. Un accident reçu en service commandé le met pour plusieurs mois hors d’état de monter à cheval. Il devient par la suite capitaine-aviateur. Il est commandant d'escadrille de corps d’armée, puis comme commandant de secteur aéronautique, puis enfin comme pilote d’aviation de chasse pendant la plus grande partie de la guerre. Il y obtient successivement trois cita tions et la croix de la Légion d'honneur.

### Député de la Mayenne
Il redevient député en 1917 et est réélu en Élections législatives de 1919 comme membre du groupe de l'Entente républicaine démocratique, qu'il quitte en 1922.
En 1919, il est l'un des propriétaires du Courrier du Maine.
Il est réélu aux Élections législatives de 1924 et s'inscrit au groupe des Républicains de gauche. Le 24 juin 1926, il est nommé Sous-secrétaire d'État aux régions libérées dans le gouvernement Aristide Briand (10), mais ce Ministère est renversé moins d'un mois plus tard.
Aux Élections législatives de 1928, Dutreil est victime du rétablissement du scrutin uninominal, son fief ayant été supprimé. La nouvelle étiquette de Maurice Dutreil comme Républicain de gauche est l'élément intéressant de la campagne électorale, et s'il réussit à obtenir le ressentiment de ses anciens soutiens, il n'a pas convaincu son futur électorat. Au deuxième tour, il se retire de la compétition et se désiste en faveur du candidat républicain Joseph Boüessé, bien que Maurice Boisseau conteste indiquant que Joseph Boüessé n'a pas le monopole du label républicain. Aux Élections législatives de 1932, il est à nouveau battu par Joseph Boüessé.
Il abandonne alors la vie politique et se retire à Belgeard (Mayenne), dont il fut longtemps maire où il meurt au Château de La Rouairie le 18 juin 1940, à l'âge de 65 ans.